# Франц фон Валдек
Франц фон Валдек (на немски: Franz von Waldeck; * вер. 1491, замък Шпаренберг, днес в Билефелд; † 15 юли 1553, замък Волбек, днес Мюнстер) е по рождение граф на Валдек, от 1530 г. администратор на Минден, от 1530 г. епископ на Минден, от 1532 г. епископ на Оснабрюк и Мюнстер.

## Биография
Той е третият син на граф Филип II фон Валдек (1453 – 1524) и първата му съпруга Катарина фон Солмс-Лих († 1492). По-големият му брат Филип III става през 1524 г. граф на Валдек-Айзенберг.
Франц следва от 1506 г. в Ерфурт и от 1510 г. в Лайпциг. От 1524 г. той живее с фамилията си в наследения от баща му Байенбург при Елберфелд, днес Вупертал.
Той умира на 15 юли 1553 г. в замък Волбек и е погребан в катедралата на Мюнстер.

## Брак и деца
Франц фон Валдек има с жена с неизвестно име един син:
- Христоф фон Валдек (* 1510/1520; † сл. 1561)

Валдек се запознава в Айнбек с Анна Полман (1505 – 1557), с която живее в брачно-подобни отношения и има с нея осем деца:
- Франц фон Валдек (1524 – ?)
- Бартолд фон Валдек (1536 – ?)
- Филип фон Валдек (1538 – 1605)
- Елизабет Катерина фон Валдек (1540 – 1579), омъжена за Вернерус Криспинус (1535 – 1604)
- Йохана фон Валдек (1540 – 1572)
- Ермегард фон Валдек (1542 – ?)
- Христоф фон Валдек (1543 – 1587), женен за Агнес Пагенщехер (1545 – 1606)
- Катерина фон Валдек (1544 – 1597).